# Google AdSense
 (transkr. Gugl Adsens) program je koji pokreće Google i preko kojeg oglašivači na veb-sajtovima Google mreže sajtova sa sadržajem dijele tekst, slike, video ili interaktivni medijum u vidu reklame povezane sa sadržajem sajta i čitalaštvom. Ove reklame administrira, sortira i održava Google. Mogu da donesu prihode na osnovu broja klikova ili na osnovu utisaka.
Pokrenut je 18. juna 2003. godine i predstavlja višeplatformski softver.
U prvom kvartalu 2014. godine, Google je zaradio 3,4 milijarde dolara od AdSense-a.
AdSense učestvuje u programu AdChoices, tako da AdSense reklame obično imaju trougaonu ikonu AdChoices-a. AdSense ima i HTTP kolačiće. Oko 40 miliona veb-sajtova koristi AdSense.

## Spoljašnje veze
- Zvanični veb-sajt